# Cratere Butz
Butz è un cratere sulla superficie di Puck.